# Itasina
Itasina là chi thực vật có hoa trong họ Apiaceae.